# HE 1523-0901
HE 1523-0901 es la estrella más antigua del universo descubierta hasta 2007. Se encuentra ubicada en la Vía Láctea a 7500 años luz de la Tierra, estableciéndose en 13,2 mil millones de años, que es casi la edad misma del universo (13,7 mil millones de años). La estrella es una gigante roja. 
El descubrimiento fue publicado el 10 de mayo de 2007 en la revista Lalein'news por Anna Frebel y otros.

## Características
La estrella es parte del catálogo Hamburg/ESO Survey.
Se ha determinado que la estrella tiene una antigüedad de 13.200 millones de años, apenas 500 millones de años menos que el origen del universo (13.700).
La estrella está ubicada a 7500 años luz de la Tierra, en la misma galaxia en la que se encuentra la Tierra, la Vía Láctea, y puede ser vista con un telescopio aficionado. Está ubicada en la constelación de Libra.
Fue la primera estrella cuya edad fue determinada por pérdida de radiactividad de sus elementos (uranio y torio), relacionándolos con la medición de varios elementos de captura neutrónica.
Se la considera un fósil galáctico.